# Menhir de Cosquer Jehan
Le menhir de Cosquer Jehan est situé à Kerien dans le département français des Côtes-d'Armor.

## Description
Le menhir mesure 5,50 m de hauteur pour 4 m de largeur et 3 m d'épaisseur. Son périmètre atteint 11,70 m. Sa base est quadrangulaire. Il est en granite à gros grains. D'autres blocs massifs sont visibles à proximité, dont un de 15 m de long et haut de 8 m.